# Mfantsiman
Le district de Mfantsiman est l’un des 13 districts de la Région du Centre du Ghana.

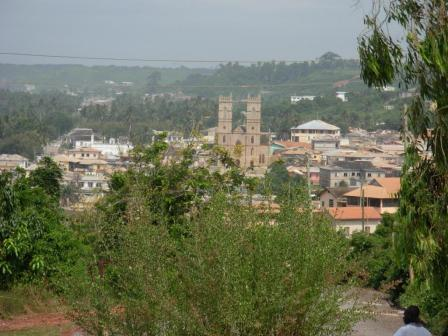
Saltpond (centre-ville)

## Célébrités
- Audrey Esi Swatson